# ジョン・ロッセーリ
ジョン・ロッセーリ（John Roselli、1905年7月5日 - 1976年7月28日から8月9日の間）はマフィア組織シカゴ・アウトフィットに所属した。ジョン・F・スチュワート(John F. Stewart)の偽名を持ち、ハンサム・ジョニー(Handsome Johnny)の渾名で知られた。本名はフィリッポ・サッコ(Fillipo Sacco)。

## 概要

### 初期
イタリアのフロジノーネ県エスペーリア生まれ。1911年にアメリカに渡り、マサチューセッツ州サマービルに住んだ。家が貧しかったため学校をやめて牛乳配達を始めた。牛乳ワゴンにドラッグを隠して売りさばき、1922年9月逮捕された。ロッセーリを密告した証言者が行方不明になりロッセーリが疑われた。警察に追われてニューヨークに逃亡し、マンハッタンで酒の密輸ギャングの下働きをした。これが縁でシカゴのアル・カポネギャングの配下となった。この頃、名前をジョン・ロッセーリに変えた。

### 密輸と賭博
1924年、カポネ・ギャングの命でロサンジェルスに移り、アンソニー・コルネロと組んでビールの密輸や賭博に関わった。1926年地元のマフィア一家ジャック・ドラグナとワイヤーレースなどの賭博を手掛けた。この頃ハリウッドの映画俳優たちと付き合いはじめた。1927年カポネをロスに招いて映画スターと会食させた。
映画会社コロンビアの製作部長だったハリー・コーンがコロンビアの支配権をめぐって兄ジャック・コーンと争っていた時、密輸ギャングの友人アブナー・ツヴィルマンを紹介してコロンビアの買収を手助けし、以来週末を一緒に過ごすほどの親友となった。

### ハリウッドの組合支配と収監
1930年代初期、カポネを継いだフランク・ニッティの指示で、ハリウッドの映画職人の労働組合に進出した。組合のリーダーにジョージ・ブラウンを据え、シカゴから派遣されたウィリー・バイオフと共に組合の財政にたかり、21世紀フォックスなどの大手映画会社にストライキを盾に示談金を要求し、多額の金を巻き上げた。1942年、21世紀フォックス社長のジョセフ・シェンクが国外追放の脅しを受けIRS（国税局）に組合の犯罪を白状した為、ジョージ・ブラウン、ウィリー・バイオフらが逮捕された。彼らの証言を恐れるアウトフィットの警告にもかかわらず、両者とも刑期短縮を当て込んでアウトフィット上層部の関与を証言した。1943年3月、ニッティ、ポール・リッカと共に、組合強請共謀罪で逮捕された。1943年12月22日、10年の実刑を宣告され収監されたが、アウトフィットのフィクサーで弁護士のマレー・ハンフリーズの介添により1947年恩赦で釈放された。

### ラスベガス
出所後、親友の映画プロデューサー、ブライアン・フォイのイーグルライオンスタジオの職を得て、ギャング映画の共同プロデューサーに名を連ねた。また芸能事務所を作り、映画製作や俳優の契約ライセンスを手掛け、1948年、コロンビアピクチャーズのハリー・コーン社長に当時無名だったマリリン・モンローを紹介し契約させたとされる。また映画スターや業界関係者に資金を貸し付けて支配下に置いた。映画スターは一般に浪費家なのでローンビジネスは盛況だったという。1950年代はハリウッドからラスベガスに拠点を移し、ラスベガスカジノのアウトフィット利権の管理に関わり、カジノの収入をスキミングしてアウトフィットに還元した。フランク・シナトラが当時コロンビア社で製作中だった映画「地上より永遠に」のマッジオ役を熱望した時、その役の獲得のために奔走した関係者の一人とされる（#コーン、モンロー、シナトラとのエピソードを参照）。

### カストロ暗殺作戦
1959年キューバのカストロが革命政権を樹立し、マフィアのカジノを接収すると、アウトフィットのサム・ジアンカーナやサント・トラフィカンテらと共にCIAよりカストロ暗殺依頼を受け、作戦の陣頭指揮に当たった。作戦は1962年のキューバ危機まで続いたが、暗殺は失敗に終わった（フィデル・カストロ暗殺未遂事件）。

### 1960年代以後
1966年、セントルイスやデトロイトのマフィアに、ラスベガスのフロンティア・ホテルの未公開資産を分与し、10万ドルと言われる仲介手数料を得たとされる。1963年にシナトラの紹介で入会したロスの会員制クラブ、フライアースクラブで八百長賭博を仕掛け、著名な俳優らから金をだまし取り、1967年八百長協力者の密告で逮捕された。5万5千ドルの罰金と5年刑で収監された。1968年、INS（移民局：Immigration and Naturalization Service）から国外追放命令を受けたが、イタリアが受入を拒否した為アメリカに留まった。

### 議会証言と死
1973年9月出所し、フロリダのマイアミに引退した。1975年6月と9月、CIAを調査していた上院の国家情報活動調査委員会SSCIAの証言台に立った。1976年4月ケネディ暗殺謀議について再びSSCIAの証言台に立ったが、その3か月後に2回目の召喚がされた時、行方不明となっていた。1976年7月28日、ゴルフに行くと言って家を出たまま2度と戻らなかった。8月3日、SSCIAはFBIに行方不明になったロッセーリの調査を依頼した。8月9日、フロリダ沖合ビスケイン湾で55ガロンのドラム缶に詰め込まれたバラバラ遺体で発見された。遺体に首を絞められた痕と弾痕があり、太ももから下が切断されていた。この事件の犯人が捕まることはなかった。1976年7月16日サントトラフィカンテと食事していたとされる。言い伝えでは行方不明になる前日の7月27日にロスのマフィア筋の弁護士がすぐにマイアミから離れるようロッセーリに警告の電話を入れていたという。

## エピソード
- ハンサムで口がうまく有名人や映画人と付き合うのが好きな男だった。マルクス兄弟、クラーク・ゲーブル、ゲイリー・クーパー、ジョージ・ラフト、ジミー・デュランテ、ジーン・ハーロウ、ケーリー・グラント、ウェンディ・バリーなど多くの映画スターと交流し、金に困った時の資金提供者になった。
- 収監先のターミナル・アイランドの連邦刑務所でビル・ボナンノに会い、ダラスで起きた事件の詳細などの話をした。ビルもロッセーリが場所を気にせずに事件の詳細を話し出したことに驚いたという。
- 1975年初め、映画製作者バーニー・フォイがロッセーリにエクソシストのリメイクを持ちかけたが、脚本を読んだロッセーリは怖すぎるとして却下し、代わりに自分のアイデアを披露した。そのアイデアは、ある愛国マフィアがホワイトハウス-CIAのカストロ暗殺作戦に巻き込まれ、その作戦が裏目になり、カストロが自前のギャングを雇いアメリカ大統領を暗殺するという内容だった。フォイとスポンサーはアイデアを聞き通した後で、あまりにも嘘くさい、怪しすぎるとして採用を却下したという[4]。
- ケネディ大統領暗殺事件について「リー・ハーヴェイ・オズワルドは捨て駒だった」など、事件の詳細をべらべら喋っており、仲間から危険人物と思われるようになっていたという。
- 自称愛国主義者で第2次大戦の1942～43年の短い期間にアメリカ陸軍の徴兵に従事した。

## コーン、モンロー、シナトラとのエピソード
1948年、ロッセーリは、シカゴアウトフィットのトニー・アッカルドの命でコロンビアピクチャーズのハリー・コーン社長にマリリン・モンローを売り込み、契約にこぎつけた。コーンはキングコングをもじったキング・コーンというあだ名で呼ばれた大物プロデューサーで、モンローをオッパイだけの大根女優と見なし、情事目的だけで契約した。その通りに彼女の奉仕に応じてチョイ役をくれてやったりした。ある日、モンローを呼ぶとシナトラが好きだからとセックスを拒否された。怒ったコーンは彼女を首にし、シナトラをブラックリストに入れた。同じ頃シナトラはコーンが製作していた映画「地上より永遠に」の脚本を読み、マッジオ役のパートに感動し、落ち目の自分を挽回するチャンスとみて、モンローの騒ぎを知らないままコーンに会いに行った。マッジオ役で自分を売り込んだが、「これは演劇俳優のパートで、君はダンサーに過ぎない」と言われ、断られた。シナトラは、ホテルサンズのフロントマンでコーンとは週末の釣り仲間のジャック・エントラッターに相談した。エントラッターは、電話で説得するがコーンは動じず、サンズオーナーのフランク・コステロに助けを求めた（サンズはニューヨークやシカゴのマフィア支配下のホテル）。コステロはシカゴアウトフィットに一言断ってロッセーリにコーン問題の解決を依頼した。ロッセーリは、コロンビア社の支配権をめぐって兄ジャックと争っていたコーンを助けて以来親友だったが、ロッセーリの投獄後は、コーンは投資家が逃げるからと言って付き合いを避けたので、ロッセーリは傷つき、復讐する機会を狙っていた。シナトラの件を絶好の機会と考え、コーンの自宅を訪れて、シナトラに映画のマッジオ役を与えるよう「拒否できないオファー」をした。コーンは反発し、この件で問題が起こるならある筋に電話を入れるぞと、自分のバックの支援者をほのめかした。全米シンジケートをバックにしたロッセーリは返す刀で、この件で問題が起こるなら君は死ぬことになると告げた。コーンは決心を変え、シナトラをその役で使うことにした。ただし相場15万ドルのところたった1000ドルでのオファーだったが、シナトラは引き受けた。映画の熱演でアカデミー賞を取ったシナトラは、その後ラスベガスのショービジネスの牽引役となり、マフィア支配下のカジノの収益に多大な貢献をした。
この逸話はどの程度真実が含まれるか不明であるが、世間に広く流布され、しばしば「拒否できないオファー」というタイトル付で紹介される、典型的なマフィア・ゴシップとなった。話の大半はロッセーリ本人の告白に基づくものとされる。後年映画ゴッドファーザーのサブプロットにもジャック・ウォルツのパートで使われた。